# Kylix paziana
Kylix paziana es una especie de molusco gasterópodo marino de la familia Drilliidae

## Descripción
El tamaño de la concha adulta puede variar entre los 12 mm y 17 mm; mientras que su diámetro es de alrededor de los 5 mm.
La descripción original dice que la concha es pequeña y aguda, de color oliváceo pálido. Ésta contiene 10 verticilos, de los cuales el primero en la protoconcha, que es lisa; y el segundo, oscuramente aquillado periféricamente. Los espirales posteriores suelen estar esculpidos. La escultura superficial de la concha en espiral consta de cordones fuertes con espacios intermedios más estrechos en forma de surcos, que se extienden desde la fasciola hasta el canal sifonal. La escultura axial consta de costillas redondeadas con espacios intermedios subiguales, más fuertes en el hombro, que se extienden desde la sutura hasta la base. El surco anal es profundo y redondeado con un margen calloso. El labio exterior es arqueado y delgado. El labio interior es simple. El canal sifonal está ligeramente curvado. 

## Distribución
Es posible encontrar esta especie en la zona demersal del Océano Pacífico, desde el Golfo de California, el oeste de México, hasta Panamá.